# Artur Aleksanyan
Pour les articles homonymes, voir Aleksanyan.
Artur Aleksanyan ou Aleksanian (en arménien Արթուր Ալեքսանյան ; né le 21 octobre 1991 à Gyumri) est un lutteur arménien.

## Palmarès

### Jeux olympiques
- Jeux olympiques d'été de 2024 :  médaille d'argent en moins de 97 kg
- Jeux olympiques d'été de 2020 :  médaille d'argent en moins de 97 kg
- Jeux olympiques d'été de 2016 :  médaille d'or en moins de 98 kg
- Jeux olympiques d'été de 2012 :  médaille de bronze en moins de 96 kg

### Championnats du monde
- Médaille d'or en catégorie 97 kg en 2022, à Belgrade
- Médaille d'or en catégorie 98 kg en 2017, à Paris
- Médaille d'or en catégorie 98 kg en 2015, à Las Vegas
- Médaille d'or en catégorie 98 kg en 2014, à Tachkent
- Médaille d'argent en catégorie 97 kg en 2019, à Noursoultan
- Médaille d'argent en catégorie 96 kg en 2013, à Budapest

### Championnats d'Europe
- Médaille d'or en catégorie 97 kg en 2024, à Bucarest
- Médaille d'or en catégorie 97 kg en 2023, à Zagreb
- Médaille d'or en catégorie 97 kg en 2020, à Rome
- Médaille d'or en catégorie 97 kg en 2018, à Kaspiisk
- Médaille d'or en catégorie 98 kg en 2014, à Vantaa
- Médaille d'or en catégorie 96 kg en 2013, à Tbilissi
- Médaille d'or en catégorie 96 kg en 2012, à Belgrade
- Médaille d'argent en catégorie 96 kg en 2011, à Dortmund
- Médaille d'argent en catégorie 96 kg en 2016, à Riga
- Médaille de bronze en catégorie 98 kg en 2017, à Novi Sad

### Jeux européens
- Médaille d'or en lutte gréco-romaine dans la catégorie des moins de 97 kg en 2019 à Minsk

### Universiade
- Médaille d'argent en catégorie 96 kg en 2013, à Kazan